# Поликарпов, Александр Васильевич
Александр Васильевич Поликарпов (15 (26) августа 1753 — 23 октября (4 ноября) 1811) — действительный тайный советник, сенатор, губернатор Тверской губернии.

## Биография
Родился 15 (26) августа 1753 года в родовом имении в селе Панафидино Старицкого уезда Тверской провинции Новгородской губернии. Происходил из старинного литовского дворянского рода. Старший сын капитана Василия Александровича Поликарпова (1724) и жены его Елизаветы Васильевны (1731).
В 1763 году был записан в один из гвардейских полков и вскоре начал действительную службу в нём, быстро повышаясь в чинах. Уже в 1774 году был произведён в премьер-майоры, а спустя пять лет — в подполковники. Во время войны с турками и с горцами в составе войск Кавказского корпуса, за отличия он был произведён в 1787 году в полковники, а спустя три года — в бригадиры. В 1788 году, находясь в составе войск, действовавших против крепости Анапы, проявил себя как талантливый военачальник. Граф Гудович рекомендовал Поликарпова императрице Екатерине II, вообще к нему не благоволившей, как одного из наиболее отличившихся начальников, и императрица наградила его орденом Св. Георгия 3-й степени (№ 88, 15.07.1791).

В следующем году, командуя Владимирским драгунским и Воронежским мушкетерским полками и 4-м батальоном Кавказского егерского корпуса, расположенными в разных крепостях, Поликарпов снова не раз проявлял своё мужество и распорядительность. Так, 15 октября этого же года, участвуя в экспедиции генерала Розена, он, близ деревни Кайчуко-хабль, ударил с Владимирским драгунским полком на 3000 горцев, напавших на наших казаков, разбил их и гнал 15 верст, выбивая из укрепленных мест.
В 1793 году он был произведён в генерал-майоры и назначен правителем Тверского наместничества. В этом же году ему был пожалован орден Св. Владимира 2-й степени, а через три года, по ликвидации наместничества, он был назначен Тверским губернатором.
7 января 1797 года Александр Васильевич Поликарпов, по Высочайшему указу, был переименован в действительные статские советники и в том же году, 15 февраля, «за непорядочное распоряжение», уволен от службы, но в отставке пробыл недолго: уже 5 апреля того же года он был произведён в тайные советники и назначен сенатором.
После двухлетней работы в сенате 21 марта 1799 года по прошению он был уволен в отставку с пенсией, но в 1807 году был снова назначен сенатором — присутствующим в 4-м апелляционном Департаменте Правительствующего Сената и оставался здесь до дня своей смерти.
В 1809 году он был произведён в действительные тайные советники.
Умер 23 октября (4 ноября) 1811 года в Санкт-Петербурге. Похоронен на Лазаревском кладбище Александро-Невской лавры. До наших дней дошел дом губернатора в с. Панафидино, однако его состояние вызывает большую тревогу.

## Семья
Жена (с 10 января 1787 года) —  княжна Елизавета Павловна Щербатова (24.11.1758—21.04.1822), дочь подполковника князя Павла Николаевича Щербатова от его брака с княжной Марией Фёдоровной Голицыной; выпускница первого выпуска воспитанниц Смольного монастыря (1776). По окончание обучения жила в Петербурге в доме родного дяди князя А. Н. Щербатова, где собирала вокруг себя толпу поклонников. Так князь И. М. Долгоруков признавался, что в 20 лет «был влюблен смертельно в 30-летнюю княжну Щербатову и всякий вечер томился в скромных восторгах у неё в доме». «Милая, достойная и любезная княжна» так страстно его пленила, что, Долгоруков хотел на ней жениться и просил руки её, но получил отказ «без грубости, желчи и досады». Одним из поклонников княжны был вдовец граф А. Г. Орлов. «Тонкие, благородный черты, большие, карий и ласковые глаза Елизаветы Павловны» настолько очаровали графа, что он сватался к ней. Но любовь последнего наводила на Щербатову только ужас и страх, и Орлову было отказано. В 1787 году в церкви Владимирской Пресвятой Богородицы, что в Придворных слобода, состоялось её венчание с Поликарповым, поручителем по жениху и невесте был генерал А. Н. Щербатов. Выйдя замуж, она «сохраняла к мужу всю свою жизнь самую нежную, страстную любовь». В конце жизни болела ревматизмом и была лишена возможности ходить. До этого состояния её довела походная жизнь в сырых квартирах и палатках, в которых ей приходилось прибывать, следуя всюду за любимым супургом. Летом и весной жила в имении в селе Панафидино, а зимой в Петербурге, где и умерла. В браке имели детей:
- Александр (24.08.1789—28.03.1840), камер-юнкер двора. Был женат (с 30 января 1816 года) на своей двоюродной тетке, фрейлине двора, красавице княжне Марии Андреевне Щербатовой  (ум. после 1852) (её сестра была женой Д. Н. Блудова). Похоронен вместе с родителями на Лазаревском кладбище Александро-Невской лавры[8]. Сын Евгений (11.02.1817—21.01.1871), полковник, похоронен в семейной усыпальнице в с. Панафидино; дочь Эмилия (04.08.1822[9]— ?), крещена 18 августа 1822 года в Сергиевском соборе при восприемстве А. А. Блудовой и тетки Е. А. Поликарповой.
- Екатерина (14.10.1792[10]—ум. после 1822)
- Василий (18.03.1794[11]—26.01.1795), родился в Твери, крещен 25 марта в Спасо-Преображенский соборе, крестник брата Александра и сестры Екатерины; умер от коликов.
- Наталья (03.08.1795[12]— ?), родилась в Твери, крещена 13 августа в Спасо-Преображенский соборе, крестница брата Александра и сестры Екатерины.